# Expo 2017
Expo 2017 – wystawa światowa, która odbyła się w Astanie (Kazachstan), trwała od 10 czerwca do 10 września 2017 roku. Swój udział w wystawie zapowiedziało 116 państw i 18 organizacji międzynarodowych, co stanowi jedną z najwyższych liczb uczestników w historii wystaw światowych. Na teren wystawy przeznaczono powierzchnię 25 hektarów. Planowana frekwencja wynosić ma 5 milionów osób.

## Temat przewodni i symbole wystawy
Motywem przewodnim towarzyszącym Expo 2017 będzie „Energia przyszłości”. Zagadnieniami poruszanymi w ramach tematu będą m.in. sposoby redukcji emisji dwutlenku węgla oraz zwiększanie wydajności i powszechności energii na świecie. Przedstawiona zostanie również rola energetyki w procesie rozwoju gospodarczego państw.
Decyzją Państwowej Komisji ds. Organizacji Wystawy Światowej Expo 2017, z przedstawionych jej 56 projektów logo wystawy, wybranych zostało 7, które następnie zostały poddane otwartemu głosowaniu na stronie wystawy. Po wyłonieniu dwóch finalistów Komisja zdecydowała, że oficjalnym logo Expo 2017 zostanie projekt nazwany „Energia wiatru” (Wind energy). Zwycięskie logo w swojej kolorystyce odwołuje się do trzech źródeł energii odnawialnej – wody (kolor niebieski), natury (kolor zielony) i promieni słonecznych (kolor pomarańczowy). Kompozycja trzech kolorowych elementów logo nawiązuje zaś do czwartego źródła energii odnawialnej – wiatru.
Maskotkami Expo 2017 zostały trzy postacie, które razem reprezentować mają temat przewodni wystawy, czyli energię przyszłości. Są to: Saule (reprezentująca energię słoneczną), Kuat (symbolizujący zieloną energię) oraz Moldir (reprezentująca energię wodną). Projekty postaci zawierają również nawiązania do kazachskiego folkloru.
16 czerwca 2017 Poczta Polska wydała znaczek z okazji Wystawy Światowej w Astanie.

## Historia
22 listopada 2012 roku, decyzją Międzynarodowego Biura Wystaw Światowych, Kazachstan oficjalnie został wybrany na gospodarza Expo 2017
| Astana | Kazachstan | 103 |
| Liège  | Belgia     | 44  |

26 lipca 2013 roku zaprezentowane zostało oficjalne logo wystawy.

## Przygotowania

### Transport
17 sierpnia 2015 roku oficjalnym przewoźnikiem lotniczym Expo 2017 została ogłoszona kazachstańska firma Air Astana.
Państwowa spółka kolejowa Kazachstan Temir Żoły przeprowadza modernizację infrastruktury kolejowej na terenie Astany. Prace obejmują również budowę nowego dworca oraz rozbudowanie sieci połączeń kolejowych. 11 stycznia 2017 roku wicepremier rządu Askar Mamin, podczas wizyty na terenie nowego dworca, w swojej wypowiedzi dot. postępu prac podkreślił znaczenie ukończenia robót przed rozpoczęciem wystawy.
Wiceburmistrz Astany Malika Bekturowa, w swojej wypowiedzi dla The Astana Times, przedstawiła działania podejmowane przez zarząd w celu poprawy bezpieczeństwa oraz modernizacji i rozbudowy infrastruktury miejskiej. Działania te obejmują m.in. budowę nowego terminala pasażerskiego na lotnisku w Astanie oraz wprowadzenie na czas trwania wystawy dodatkowych linii autobusowych. Poprawa bezpieczeństwa ma być realizowana m.in. poprzez modernizację i integrację systemów monitoringu oraz wdrażanie nowych rozwiązań dla centrum powiadamiania ratunkowego.
Wiceburmistrz zapowiedziała zakończenie wszystkich prac dot. modernizacji i rozbudowy infrastruktury miejskiej na 1 lipca 2017.

### Wydarzenia kulturalne
W czasie trwania wystawy odbędzie się łącznie ponad 3 tysiące wydarzeń kulturalnych i rozrywkowych. Wydarzenia te obejmują m.in. występ grupy Cirque du Soleil ze specjalnym programem czy koncerty artystów muzycznych z całego świata. Planowane są również występy muzyków wykonujących kazachską muzykę ludową (m.in. grupa Otrar Sazy, orkiestra imienia Kurmangazego Sagyrbajuły). W czasie wystawy odbędzie się również festiwal muzyczny inspirowany kazachskim folklorem pt. The Spirit of Tengri.

## Uczestnicy
Swój udział w wystawie potwierdziło 109 państw.

Na zielono – państwa uczestniczące w wystawie, na czerwono – Kazachstan

- Afganistan[17]
- Algieria[17]
- Angola[18]
- Antigua i Barbuda[17]
- Arabia Saudyjska[19]
- Armenia[20]
- Austria[17]
- Azerbejdżan[20]
- Belize[17]
- Belgia[18]
- Benin[17]
- Białoruś[20]
- Boliwia[17]
- Brazylia[17]
- Burkina Faso[17]
- Chiny[19]
- Chorwacja[20]
- Czechy[17]
- Demokratyczna Republika Konga[17]
- Dominika[17]
- Dominikana[17]
- Dżibuti[17]
- Egipt[17]
- Ekwador[17]
- Fidżi[17]
- Finlandia[19]
- Francja[19]
- Gabon[17]
- Gambia[20]
- Ghana[17]
- Grecja[2]
- Grenada[20]
- Gruzja[20]
- Gujana[17]
- Gwatemala[17]
- Gwinea[17]
- Haiti[17]
- Hiszpania[19]
- Holandia[17]
- Honduras[20]
- Indie[19]
- Indonezja[17]
- Iran[17]
- Izrael[20]
- Japonia[20]
- Jordania[17]
- Katar[17]
- Kenia[17]
- Kirgistan[20]
- Kiribati[17]
- Komory[17]
- Kongo[17]
- Korea Południowa[17]
- Korea Północna[17]
- Kostaryka[17]
- Kuba[21]
- Lesotho[17]
- Liberia[20]
- Litwa[17]
- Łotwa[17]
- Luksemburg[22]
- Madagaskar[17]
- Malezja[20]
- Mauretania[17]
- Monako[20]
- Mongolia[17]
- Nauru[20]
- Niemcy[19]
- Pakistan[20]
- Palau[17]
- Panama[17]
- Paragwaj[17]
- Polska[23]
- Południowa Afryka[19]
- Republika Środkowoafrykańska[17]
- Rosja[17]
- Rumunia[20]
- Saint Kitts i Nevis[20]
- Saint Lucia[17]
- Saint Vincent i Grenadyny[20]
- Samoa[17]
- Senegal[20]
- Serbia[17]
- Seszele[17]
- Sierra Leone[17]
- Singapur[17]
- Słowacja[24]
- Sri Lanka[17]
- Stany Zjednoczone[25]
- Surinam[17]
- Szwajcaria[19]
- Tadżykistan[20]
- Tajlandia[17]
- Tonga[17]
- Turcja[20]
- Turkmenistan[20]
- Tuvalu[17]
- Ukraina[17]
- Uzbekistan[26]
- Vanuatu[20]
- Watykan[19]
- Węgry[17]
- Wielka Brytania[19]
- Wietnam[20]
- Włochy[19]
- Wybrzeże Kości Słoniowej[17]
- Wyspy Marshalla[20]
- Wyspy Salomona[17]
- Zjednoczone Emiraty Arabskie[17]